# Étienne Blanchard (homme politique)
Ne doit pas être confondu avec Étienne Blanchard (auteur).
Étienne Blanchard (1843-1918) est un homme politique québécois. Il est député libéral de Verchères de 1897 à 1904.
Il est un descendant de Jean Raynaud dit « Planchard », arrivé en Nouvelle-France en 1665.